# مهر (ملکشاهی)
مهر(به کردی: میه‌ر) شهری از توابع بخش گچی شهرستان ملکشاهی در استان ایلام است. 

## زبان
مردم شهر مهر (ملکشاهی) کرد بوده و به کردی جنوبی تکلم می‌کنند.

## تبدیل شدن به شهر
شهر مهر واقع در استان ایلام در تاریخ ۱۵ تیر ۱۳۹۰ از روستا به شهر تبدیل شده‌است.

## معادن
انواع معادن از جمله معدن سنگ گچ، آهک، زغال سنگ، در این منطقه یافت می‌شود که فقط معدن سنگ آن مورد بهره‌برداری قرار گرفته‌است و دو معدن دیگر بصورت سنتی مورد استفاده قرار می‌گیرند.

## مراکز زیارتی
در این شهر مرکز زیارتی خاصی وجود ندارد اما در روستاهای همجوار در شهرستان ملکشاهی امامزاده پیر کتک و در روستای گنبد پیرمحمد امامزاده پیر محمد عابد وجود دارد.